# Instituto de Desarrollo del Valle Inferior del Río Negro
El Instituto de Desarrollo del Valle inferior del río Negro, más conocido por su acrónimo «IDEVI» es un instituto de la Provincia de Río Negro, Argentina, encargado del desarrollo agrícola del valle inferior del río Negro creado en el año 1961.

## Historia
En las cercanías de la localidad de Viedma, hasta la década de 1930 se encontraba una laguna denominada laguna El Juncal, que abarcaba un largo de 60 km de largo, con una superficie de entre 15.000 y 40.000 hectáreas según la época del año y la altura y caudal del río, dado que el río Negro, qué es el río que alimentaba la laguna, por momentos se conectaba con ésta, aumentando su caudal. La laguna era considerada un problema para la población local dado que ocasionaba frecuentes inundaciones, la más importante conocida como Gran Inundación, ocurrida en 1899, arrasó la localidad de Viedma por completo. Es por ello que se llevaron a cabo tareas para lograr secarla, lo que se cumplió en la década de 1930. 
La laguna se convirtió entonces en un valle desecado apto para la agricultura. Sin embargo, para poder poder utilizar esas tierras con fines productivos debía desarrollarse un sistema de riego. El 1 de noviembre de 1951 comenzó la construcción del Canal Principal, de 60 kilómetros de extensión.
Durante el gobierno de Edgardo Castello (1958-1962) se formuló el Plan de Desarrollo del Valle Inferior, que básicamente buscaba lograr la sistematización del riego. En 1960 la firma Italconsult S.A presenta un estudio de Desarrollo Agrícola del Valle Inferior en el cual identifica 73.525 hectáreas de suelos productivos, se definen las condiciones climáticas e hidrológicas del área, se proponen lineamientos básicos de producción y de asentamiento de colonos. Además, el estudio propone la recomendación de la creación de una autoridad para conducir en forma ordenada y coordinada la acción de diversos sectores. En base a esa recomendación, en 1961 se sanciona la ley 200, creándose el Instituto de Desarrollo del Valle inferior del río Negro.
En 1962 el Banco Interamericano de Desarrollo otorga un crédito para el desarrollo de 65.000 hectáreas y ese mismo año se retoman las obras de riego, ahora bajo la coordinación del Instituto.

### Primeros años
La primera etapa del desarrollo de obras de riego y fraccionamiento finalizan en 1973 abarcando una superficie de 8.345 hectáreas, parcelada en 113 chacras frutihortícolas, 13 tamberas y 43 ganaderas. La segunda etapa abarcó una superficie de 13.350 hectáreas y su desarrollo finalizó en 1979. Se dividió en 282 chacras frutihortícolas, 8 tamberas y 33 ganaderas.

### Paralización y tercera etapa
En 1978, el entonces interventor militar de facto de la provincia, contralmirante Carlos Alberto Acuña, paralizó las obras. Alrededor de 1985 se inicia la tercera etapa, que alcanza la totalidad del Valle no colonizada aún. Esta etapa continúa en desarrollo en la actualidad, contabilizándose solo un total de 24.000 hectáreas en producción de las 73.525 proyectadas.

## Administración
El artículo 7° de la ley de creación del IDEVI indica que el mismo será administrado por un Consejo de Administración y un Gerente General. El primero estará constituido por: un presidente designado por el Poder Ejecutivo de la Provincia, con acuerdo de la Legislatura, tres representantes del Poder Ejecutivo de la Provincia, un representante del Poder Ejecutivo Nacional y cuatro productores titulares de parcelas adjudicadas por el IDEVI. El Gerente General del IDEVI es el secretario del Consejo de Administración.
La administración del IDEVI estuvo intervenida entre 9 de diciembre de 1995 y el 10 de diciembre de 2013.